# Landgoed het Holtslag

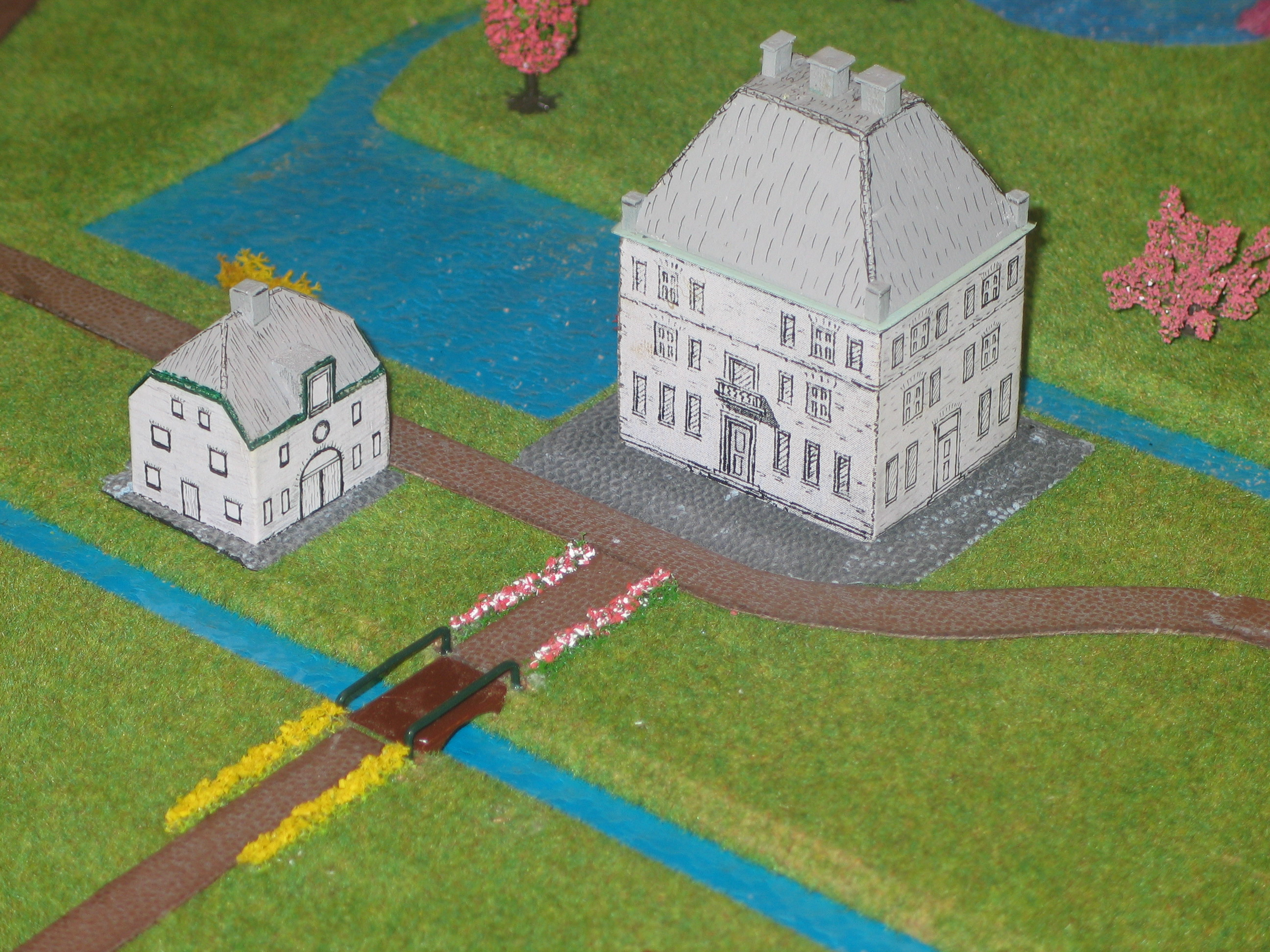
Landgoed het Holtslag

Landgoed het Holtslag is een voormalig landgoed in de Nederlandse gemeente Bronckhorst. Het enige dat er nog aan herinnert is het straatnaambordje Holtslagweg in de buurt van Toldijk.
"Het Holtslag" wordt op 23 augustus 1401 vermeld als landgoed van de Heeren Bronkhorst, de graven van Limburg Stirum. Het kasteel Holtslag is gebouwd voor familie of een kind van de Heeren van Bronkhorst. Door Deryckz van Steinre is het tussen 1401 en 1442 verkocht aan Deryck Heyinck. Deze laatste was mogelijk de eerste bewoner van het kasteel. Na zijn overlijden kreeg zijn broer Aernt Heyinck het kasteel in bezit. Vele jaren blijft familie van hem op het landgoed wonen. In 1508 is dit Otto Heyinck, rechter te Steenderen. In 1630 trouwt Anna Catharina Heyinck, Vrouwe tot Holtslag, met Jacob Schimmelpenninck van der Oye. Hij werd Heer van "het Holtslag". Tot 1640 heeft hij waarschijnlijk op het kasteel gewoond.In ieder geval woonde vanaf 1640 tot en met 1705 de familie Molenschot op het kasteel. Kolonel Johan Molenschaot en zijn vrouw Sappina van Aylva gaven op 5 juni 1705 toestemming aan Johan van Munster, burgemeester van Zutphen om het kasteel te bewonen en het landgoed te beheren.
De schoonzoon van Johan van Munster, Johan Otto van Hasselt, volgde zijn schoonvader op als burgemeester. Waarschijnlijk ook als bewoner van "het Holtslag", want in 1772, na zijn overlijden, werd zijn zoon beheerder van het kasteel en het landgoed. Deze zoon was niet de eigenaar. Dat was zijn moeder Theodora Margaretha van Hasselt-van Munster. In ieder geval was zij dit nog in 1806.
Later was Joost Jan Op ten Noort eigenaar van het kasteel Holtslag en het landgoed. In 1832 verkocht hij enkele hofhorige hoven. Zijn neef Frederik van Rappard, getrouwd met Elisabeth Op ten Noort, kreeg tussen 1832 en 1835 het belang op "het Holtslag". In 1835 liet hij het huis restaureren en in 1850 liet hij er een deel aanbouwen. Hij betaalde de uitbreiding door de verkoop van enkele hofhorige erven. In 1856 werd het landgoed "het Holtslag" afgebroken.

## Ontstaan van de naam
De naam Holtslag komt van hout (holt) en van ontgonnen en gekapt bosgebied (dialect: geslagen, dus slag)

## Bron
Holtslag,W., Een geschiedenis van de familie-achternaam Holtslag